# سان أندريس سالو
بلدية سان أندريس سالو (بالإسبانية: San Andrés Salou) هي بلدية تقع في مقاطعة جرندة التابعة لمنطقة كتالونيا شمال شرق إسبانيا.

## الديموغرافيا
بلغ عدد سكان بلدية سان أندريس سالو 152 نسمة عام 2011 (وفقاً للمعهد الوطني الإسباني للإحصاء).
| 146 | 145 | 141 | 154 | 161 | 152 | 152 |